# Fábio Faria (cineasta)
Fábio Faria é um diretor, roteirista e pastor brasileiro. Com uma carreira iniciada em meados da década de 2010, ganhou notoriedade ao dirigir filmes de temática cristã. Entre suas obras estão os longas‑metragens Quando o Sol se Põe (2020), Um Lugar para Ser Feliz (2021), Tempo de Acreditar (2025) e Remanescentes (2025). Fábio também atua como pastor na igreja Meeting Church, em Joinville, Santa Catarina, onde afirma utilizar o cinema como ferramenta evangelística.

## Carreira
Fábio iniciou sua trajetória no audiovisual no contexto do cinema cristão independente. Em entrevista ao portal Observatório Evangélico, disse que seu objetivo ao produzir filmes é "levar a Palavra de Deus pelo mundo".
Em 2020, Fábio dirigiu o musical Quando o Sol se Põe. O filme conta a história de uma banda universitária que precisa de um novo vocalista para participar de um festival e encontra a cantora Jeny, interpretada por Priscilla Alcântara. A produção, de 90 minutos, combina drama e romance e foi lançada mundialmente pela plataforma Netflix em 22 de julho de 2020. Fábio também assina o roteiro do longa.
No ano seguinte, Fábio lançou Um Lugar para Ser Feliz, drama romântico estrelado por Victor Pecoraro, Ilze Körting e Franciely Comunello, para o qual escreveu o roteiro e dirigiu. A obra apresenta Artur, um homem que abdica de seus sonhos para cuidar da família e reencontra a esperança ao reviver um antigo amor.
Em 2025, Fábio dirigiu Remanescentes, longa de suspense cristão com temática de batalha espiritual nos tempos do fim. A produção é considerada o primeiro suspense cristão brasileiro e foi realizada em parceria com a 360 WayUp e Sony Pictures. O lançamento está previsto para 2025, ainda sem data oficial.
No mesmo ano, Fábio escreveu e dirigiu Tempo de Acreditar, drama que conta a história de Lucas, um pai que precisa encontrar forças para cuidar de seu filho após uma perda trágica. Em meio à dor, inicia-se uma jornada de fé e recomeço. O filme foi lançado na plataforma Feliz7Play.
Em 15 de maio de 2025, Fábio lançou A Entrega, drama de ficção centrado na história de Vitor, um homem injustamente acusado de um crime, que conhece a enfermeira Olívia e o menino Fabinho enquanto tenta provar sua inocência. O longa tem aproximadamente 103 minutos de duração e contou com a codireção de William Pacini e Elis A. Antoine. Estrelado por Victor Pecoraro, Fernando Sampaio, Rayanne Morais e Matheus Dantas, o filme teve distribuição da Imagem Filmes e está disponível na Prime Video.

## Vida pessoal
Fábio é casado e pai de um filho. Reside em Joinville, Santa Catarina, onde atua como pastor na igreja Meeting Church. É reconhecido por seu ministério pastoral voltado ao cuidado e acolhimento de pessoas, com uma atuação baseada em escuta, aconselhamento e dedicação às necessidades emocionais e espirituais das famílias. Seu trabalho é pautado nos princípios do evangelho cristão, com ênfase no amor ao próximo, na verdade bíblica e no compromisso com a transformação de vidas.
Essa vivência pastoral influencia diretamente suas produções cinematográficas, que frequentemente abordam temas como perdão, recomeço, fé e cura interior. Entre o púlpito e os sets de filmagem, Fábio mantém o propósito de comunicar esperança por meio da arte e do evangelho.

## Prêmios e reconhecimentos
Fábio foi o maior vencedor do Festival Internacional de Cinema Cristão (FICC) nos anos de 2016 e 2017, recebendo a maioria dos prêmios nas respectivas edições com os filmes que dirigiu: Um Lugar para Ser Feliz e Quando o Sol se Põe.
- FICC 2016 – Um Lugar para Ser Feliz (direção de Fábio Faria):
  - Melhor Filme
  - Melhor Fotografia
  - Melhor Ator (para o protagonista do filme)
  - Melhor Filme Evangelístico
  - Melhor Música
  - Melhor Figurino

- FICC 2017 – Quando o Sol se Põe (direção de Fábio Faria):
  - Melhor Filme Cristão
  - Melhor Roteiro
  - Melhor Música
  - Melhor Fotografia
  - Melhor Diretor
  - Melhor Figurino

## Filmografia
- Quando o Sol se Põe (2020) – diretor e roteirista.[11]
- Um Lugar para Ser Feliz (2021) – diretor e roteirista.[12]
- Remanescentes (2025) – diretor e roteirista.[13]
- Tempo de Acreditar (2025) – diretor e roteirista.[14]
- A Entrega (2025) – diretor e roteirista.[15][16]